# Schistura khugae
Schistura khugae är en fiskart som beskrevs av Vishwanath och Shanta 2004. Schistura khugae ingår i släktet Schistura och familjen grönlingsfiskar. IUCN kategoriserar arten globalt som sårbar. Inga underarter finns listade i Catalogue of Life.